# Hôpital Carney
Pour les articles homonymes, voir Carney.
L'hôpital Carney est un hôpital communautaire d'enseignement  de 159 lits situé à Dorchester, dans le Massachusetts, affilié à la Tufts University School of Medicine et au Tufts Medical Center. L'hôpital ouvre en 1863 à South Boston. C'était le premier hôpital catholique de la Nouvelle-Angleterre. Parmi ses premiers patients figuraient des soldats de la guerre civile américaine. En 1892, une équipe de l'hôpital Carney a effectué la première chirurgie abdominale à Boston.

## Historique

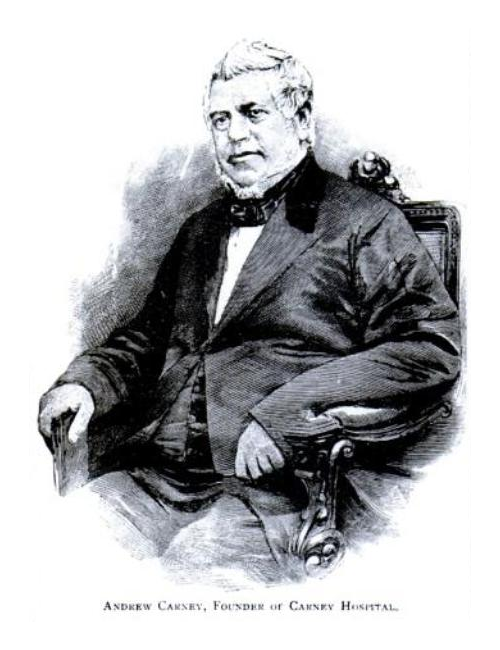
Andrew Carney (1794-1864), fondateur de l'hôpital Carney

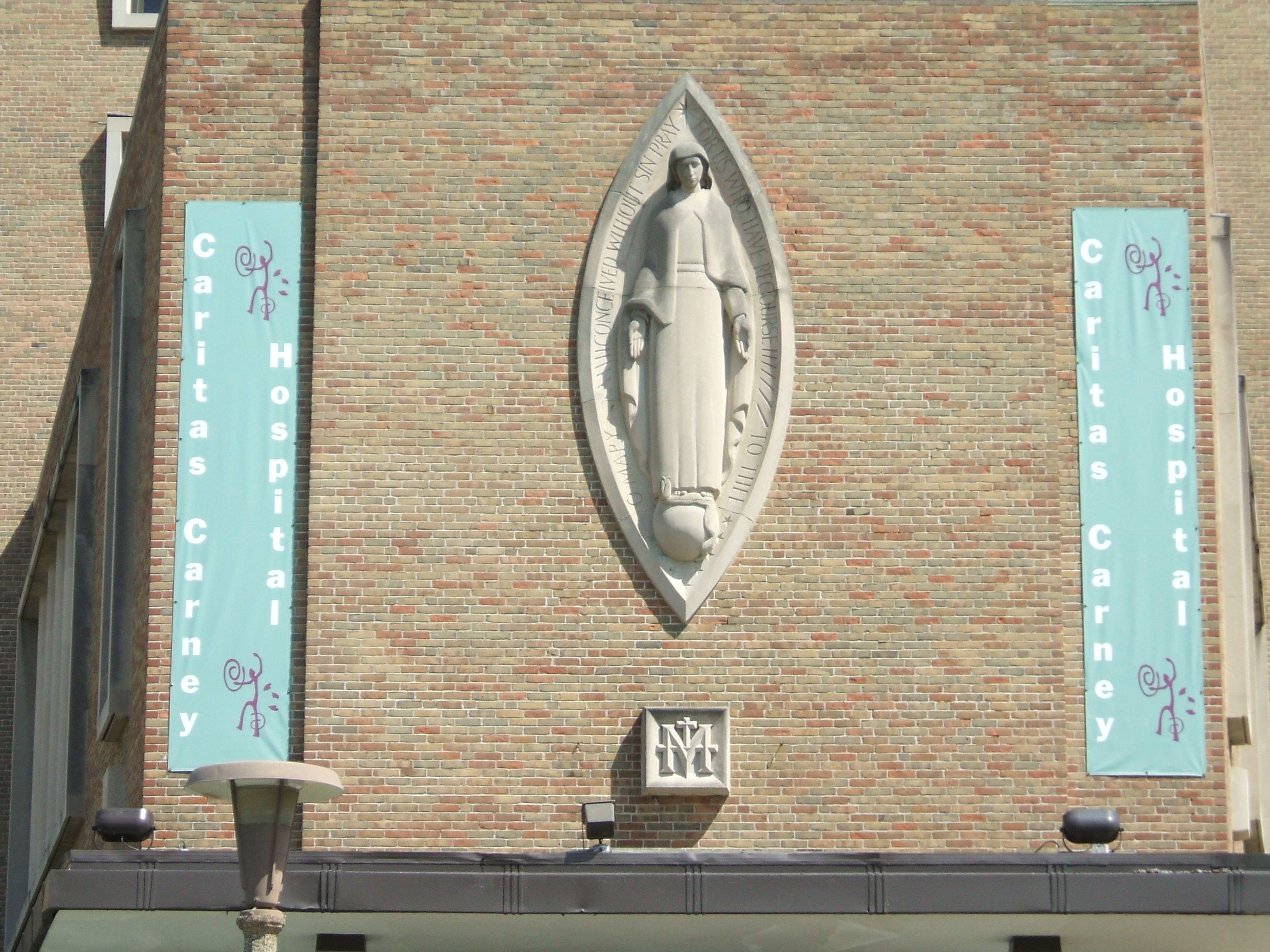
Relief de la Médaille Miraculeuse sur la façade de l'hôpital Carney (2006)

L'hôpital Carney ouvre ses portes en 1863 dans le sud de Boston par Andrew Carney avec un don de 75 000 $ et avec sœur Ann Alexis Shorb, le choix de Carney pour son premier administrateur et membre des Filles de la Charité de Saint-Vincent de Paul. Il se situe sur l'ancien domaine de Hall Jackson Howe sur Old Harbour Street sur Telegraph Hill. L'hôpital a été conçu par l'architecte de la ville de Boston, Charles Bateman.
L'hôpital de 40 lits a été le premier hôpital catholique de la Nouvelle-Angleterre. En 1877, le premier service ambulatoire de Boston a été créé par l'hôpital dans deux maisons adjacentes, suivi de la première clinique de la peau à Boston en 1891. La première chirurgie abdominale aux États-Unis a été réalisée à l'hôpital par John Homans en 1882. La même année, la première ovariectomie à Boston est pratiquée à Carney par Henry I. Bowditch. La première école catholique d'infirmières de la Nouvelle-Angleterre a été ouverte en 1892.
En 1920, l'hôpital lance ses programmes de formation en résidence. En 1950, la première opération plastique de la hanche aux États-Unis se fait par le Dr WR MacAusland à l'hôpital Carney,. En 1953, l'hôpital déménage de South Boston à son emplacement actuel à Dorchester. L'hôpital devient l'un des premiers aux États-Unis à établir des centres de santé communautaires en 1973. L'année prochaine, l'hôpital Carney a fourni le premier hélistop médical d'urgence sur le toit du Massachusetts. L'hôpital célèbre 125 ans de service en 1988. Après plusieurs mois de délibérations. En 1997, l'hôpital devient membre du groupe à but non lucratif Caritas Christi Health Care, le deuxième plus grand système de soins de santé de la Nouvelle-Angleterre, et porte le nom Caritas Carney Hospital. Caritas Christi le rachète par Cerberus Capital Management et constitue la majorité du Steward Health Care System, la filiale de Cerberus formée par cet achat.
Le roman d'histoire alternative de Philip Roth, The Plot Against America mentionne l'hôpital Carney. Alors qu'il s'adresse à une foule "sur le très fréquenté Perkins Square de South Boston", le journaliste Walter Winchell survit de peu à une tentative d'assassinat et est "conduit à l'hôpital Carney de Telegraph Hill", où il est soigné "pour des blessures au visage et des brûlures mineures".